# 瓦科普角
54°22′S 36°10′W / 54.367°S 36.167°W
瓦科普角是南極洲的海岬，位於南喬治亞島北岸，處於獵狗灣和路易莎灣之間，在1911-12年由德國探險家威廉·菲爾希納率領的探險隊繪入地圖。